# 2004 FH
2004 FH — астероїд, витягнута орбіта якого перетинає орбіту Землі та Венери. Є потенційно небезпечним для мешканців планети. 

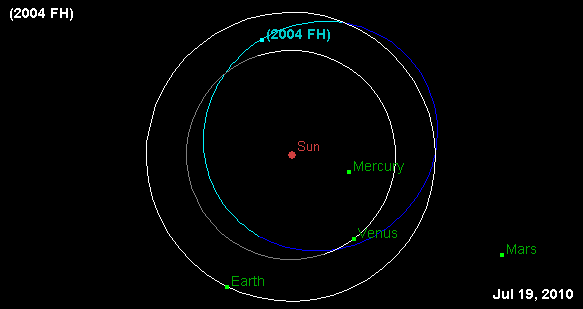
Орбіта 2004 FH на фоні орбіт Венери та Землі.

Був відкритий на підльоті в системі Земля-Місяць — 15 Березня 2004 року в рамках проекту LINEAR при NASA. Належить до астероїдного сімейства Атонів, хоча за розмірами 30 м може вважатися метеороїдом, та навіть з такими розмірами він на третьому місці з-поміж об'єктів, які зареєстровані на відстані ближчій аніж орбіта Місяця. Має масу — 2.8× 1010г (28 тис.тонн). 2004 FH має найменший кут нахилу до екліптики з-поміж всіх відомих астероїдів, що перетинають орбіту Землі — всього 59,8 ''. Навколо-сонячну орбіту було визначено 12 Квітня 2004.

## Зближення

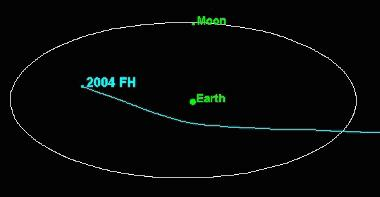
Траєкторія 2004 FH від моменту відкриття до відльоту за межі системи Земля-Місяць

18 Березня 2004 року в 22:08 UTC (01:08 19.05.2004 за Київським літнім часом) астероїд, при відльоті від Сонця пролетів на відстані 43 000 км від поверхні Землі, для порівняння геостаціонарна орбіта в 35 790 км від поверхні. Таким чином посівши 11-е місце в переліку астероїдів, що максимально зблизилися із нашою планетою.
Якби зіткнення відбулося б, то астероїд найімовірніше підірвався б високо в атмосфері. Потужність вибуху сягнула б кількасот кілотонн у ТНТ еквіваленті. Наступного разу зближення із Землею відбудеться в 2044 році, астероїд має пролетіти на відстані 1.4 Гігаметрів.